# Ужички град
Ужичка тврђава (позната и као Ужички град или Стари град) је средњовековна тврђава подигнута највероватније у другој половини XIV века да би штитила Ужице и каравански пут који је долином Ђетиње повезивао Моравску Србију са Босном. Смештена је на високој, стрмој стени коју са три стране окружује река.
Вековима је била у рушевинама, али је последњих година предмет обимне реконструкције. Прва фаза, обнова цитаделе (Горњег града), завршена је крајем 2023. године, чиме је тврђава поново постала доступна за посетиоце. Ужичка тврђава има статус споменика културе од великог значаја.

## Историјат

### Изградња и средњовековни период
Тврђава је била главно седиште моћне властелинске породице Војиновићи, прво великог жупана Војислава, а затим и његовог наследника, великог жупана Николе Алтомановића. Најзначајнији догађај у историји тврђаве одиграо се у новембру 1373. године, када су удружене снаге кнеза Лазара, босанског бана Твртка I и угарског краља Лајоша I у њој опселе Николу Алтомановића. Након краће опсаде, уз помоћ топова, Никола се предао, након чега је ослепљен, а његове огромне територије су победници међусобно поделили.

### Османски период и рушење
Падом под османску власт, тврђава је задржала свој војни значај. Турци су је додатно утврдили и користили као важно упориште у западној Србији. Тврђава је коначно напуштена крајем 1862. године, када ју је, заједно са још шест утврђења, напустила османлијска војна посада према споразуму са кнезом Михаилом.
Сходно одредбама тог уговора, крајем зиме 1863. године, тврђава је минирана и дигнута у ваздух како би била трајно онеспособљена за војну употребу. Од тада, па све до недавне реконструкције, од утврђења су били видљиви само остаци кула и бедема.

## Реконструкција
Након деценија пропадања, покренут је велики пројекат реконструкције Ужичке тврђаве са циљем њене конзервације и туристичке валоризације. Пројекат је подељен у више фаза.
- Прва фаза: Обухватала је потпуну обнову цитаделе, односно Горњег града. Радови, који су укључивали конзервацију зидина, археолошка истраживања и изградњу стаза и видиковца, завршени су у октобру 2023. године.[2]
- Друга фаза: У току је обнова Средњег града, са посебним фокусом на реконструкцију Водене куле, доминантне шестоспратне грађевине унутар зидина.[3]

Планирана је и потпуна обнова Доњег града, чиме ће целокупан комплекс тврђаве бити обновљен.